# Courant d'enclenchement
Le courant d'enclenchement ou courant d'appel est le nom donné à la surintensité transitoire qui se produit lors de la mise sous tension de certains récepteurs électriques. Ce courant, qui peut atteindre 10 à 50 fois le courant du régime établi, peut requérir d'utiliser des dispositifs de protection adaptés qui permettront le passage de ce courant élevé : fusibles temporisés ou disjoncteurs magnétothermiques spécifiques (accompagnement moteur, courbe D… dont le courant coupé par effet magnétique est très supérieur à celui coupé par effet thermique).
Ce régime transitoire a plusieurs origines qui peuvent se cumuler :
- origine électromagnétique : adaptation du flux du champ magnétique dans les circuits magnétiques ;
- charge des condensateurs d'entrée ;
- origines mécaniques : montée en vitesse de charge mécanique inertielle

L'origine commune est toujours une adaptation brutale de l'énergie interne du système relié au réseau, qui doit rattraper rapidement une consigne. Le secteur doit délivrer un surcroît d'énergie. Sa tension étant fixée, c'est le courant (correspondant à la grandeur de flux, au sens des graphes de liaisons) qui est alors important. Le retour à la normale se fait quand le dispositif relié au réseau parvient à respecter la consigne énergétique imposée par les caractéristiques de la tension d'entrée : valeur efficace, fréquence… avec le minimum de courant.

## Surintensités d'origine électromagnétique
Ce type de surintensité affecte les machines électriques comportant un circuit magnétique, principalement les transformateurs et les moteurs électriques.

### Origines physiques
Pour bien comprendre l'origine de la surintensité, il est nécessaire de rappeler le comportement d'un circuit magnétique alimenté par un générateur idéal de tension. 
Si l'on fait abstraction des défauts (particulièrement la résistance interne), un circuit magnétique entouré par un bobinage de  {\displaystyle n\,} spires, en parallèle avec un générateur de tension, fonctionne à variation du flux magnétique forcé.
Dans la suite du texte, le terme de 'flux' remplacera 'flux du champ magnétique dans le circuit', abus de langage couramment pratiqué en électrotechnique.
En effet la tension {\displaystyle e\ } à ses bornes impose alors la circulation d'un flux {\displaystyle \varphi \,} tel que : 
{\displaystyle e=-n{\frac {d\varphi }{dt}}}.
En régime sinusoïdal de tension, on peut mettre la tension du réseau sous la forme :
{\displaystyle e=E_{max}\cos \omega t\,}.
Donc le flux forcé a pour expression :
{\displaystyle \varphi (t)={\frac {E_{max}}{\omega }}\sin(\omega t)+\varphi _{initial}\,}
Si on ne tient pas compte du flux initial cette relation est appelée (en France) formule de Boucherot
En général, lors de la conception du circuit magnétique d'un transformateur ou d'une machine synchrone ou asynchrone, celui-ci est optimisé pour une valeur déterminée du rapport {\displaystyle {\frac {E}{f}}\,}. C'est pour cette raison que les onduleurs conservent ce rapport constant.

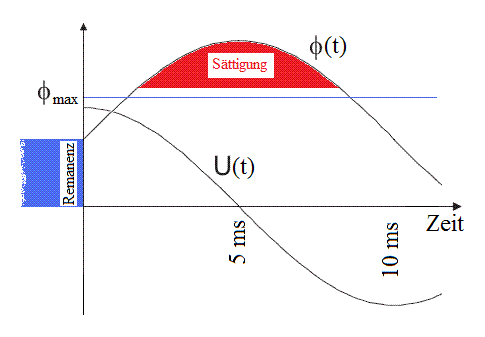
Flux devant réaliser une excursion autour d'une valeur non nulle du flux rémanent.

Au moment de la mise sous tension, le réseau impose une variation instantanée du flux qui doit alors réaliser une excursion autour de la valeur du flux rémanent existant. La valeur de ce dernier dépend du cycle d'hystérésis et de l'instant de la mise hors circuit. Le courant appelé doit permettre cette excursion or, pour certaines valeurs du flux rémanent, cela peut conduire à atteindre des valeurs de flux très supérieures à celle correspondant à la saturation du circuit magnétique.
Pour fournir ce flux, l'intensité du courant électrique délivrée par le secteur est très importante sur une des deux demi alternances. Le courant comporte une composante continue au cours de ce régime transitoire. Les impédances internes de la source d'alimentation et la résistance des enroulements font que la tension aux bornes de l'enroulement comporte également une composante continue, elle est plus faible lorsque le courant est plus grand, ce qui favorise le retour à la normale et la disparition de la composante continue du flux dans le circuit magnétique.

### Limitation de la surintensité
Les surintensités de cette origine peuvent être fortement limitées par des dispositifs de coupure et de remise en service qui déconnectent et reconnectent la charge à l'instant ou le flux est très faible (au maximum ou au minimum de la tension d'alimentation).

## Surintensité due à la charge des condensateurs d'entrée
Un grand nombre d'appareils électroniques grand public sont alimentés au travers d'une alimentation à découpage dont l'entrée est constituée d'un pont de diodes qui alimente un condensateur stockant l'énergie. Ces appareils sont susceptibles de provoquer une violente surintensité qui se traduit parfois par une étincelle au moment de leur mise sous tension.

### Origines physiques
À l'instant {\displaystyle t} de la connexion au secteur, la tension aux bornes du condensateur devrait prendre instantanément une valeur égale à 
{\displaystyle e\cos \omega t\,}
Si cette valeur est très différente de la tension aux bornes du condensateur - cette dernière est le plus souvent nulle au moment de la mise en service -  un violent courant charge le condensateur et son intensité n'est limitée que par les défauts du circuit : impédance interne du réseau, résistances des diodes et des connexions.

### Limitation de la surintensité
En général on ne fait rien pour limiter cette surintensité. Cependant, sur certains disjoncteurs à haute tension manœuvrant des bancs de condensateurs ou des filtres anti-harmoniques, on utilise un dispositif appelé synchroniseur qui assure un enclenchement au zéro de la tension du secteur pour limiter cette surintensité et la surtension associée. En moyenne tension, on se contente de prévoir une réactance en série avec le disjoncteur, appelée self de choc.

## Surintensité due à la montée en vitesse des moteurs électriques

### Origines physiques
Les moteurs électriques présentent une force contre électromotrice qui dépend de la fréquence de rotation. À la mise en service, le moteur est à l'arrêt, cette f.c.e.m. est donc nulle ce qui conduit à une intensité supérieure à celle du régime nominal. L'inertie du moteur interdit une variation instantanée de cette vitesse, la montée en vitesse est donc progressive, elle dépend de l'inertie du système (moteur + charge).

### Limitation de la surintensité
Si on ne peut pas éviter de démarrer en charge, des mises sous tensions progressives ou permettant de contrôler le démarrage sont souvent mises en œuvre.